# 寺内正道
寺内 正道（てらうち まさみち 1905年 - 1978年1月19日）は、日本の海軍軍人。最終階級は海軍中佐。旧大日本帝国海軍の軍人。駆逐艦「雪風」艦長の任期には多くの海戦に参加しながら無傷であったことから〈不沈艦の名艦長〉と呼ばれるようになった。

## 経歴
1905年（明治38年）、栃木県に生まれる。海軍兵学校第55期を卒業。1940年12月から1941年にかけて第十四号掃海艇艦長、1943年に駆逐艦「雪風」の艦長に任じられ1945年まで務めた。サマール島沖海戦では勇戦した敵駆逐艦ジョンストンが沈みゆく際に、敵艦ならびに生存していた漂流者に対して雪風の艦橋から寺内が敬礼して見送った記録がアメリカ側に残っている。
1944年11月25日、戦艦「長門」の護衛を終え、横須賀に帰投した後、「雪風」が所属している第十七駆逐隊の「浜風」「磯風」を含む3隻は、空母「信濃」回航の護衛を任され、28日深夜出港した。だが「信濃」は敵潜水艦「アーチャーフィッシュ」の雷撃を受け、撃沈されるという結果に終わってしまう。1945年4月に行われた戦艦「大和」を中心とした沖縄海上特攻に参加し、坊ノ岬沖海戦を戦い抜いた。帰還後は呉鎮守府付きとなり、呉特別防備隊司令として終戦を迎えた。最終階級は海軍中佐。戦後は公職追放を経て、専売公社に勤めた。
1978年1月19日、回盲部腫瘤のため東京都狛江市の東京慈恵会医科大学附属第三病院で死去。72歳。

## 主な著作
- 寺内正道 ほか 著『海軍駆逐隊』潮書房光人社、2015年9月。ISBN 978-4-7698-1601-0、国立国会図書館蔵書〈GB554-L482[リンク切れ]〉。全国書誌番号:22633972。並列タイトル『海軍駆逐隊：駆逐艦群の戦闘部隊編成と戦場の実相』。文庫に改版。『海軍駆逐隊 : 駆逐艦群の戦闘部隊編成と戦場の実相』潮書房光人社〈光人社NF文庫 ; て1194〉、2020年12月。国立国会図書館蔵書、〈GB554-M215〉。